# Johannes Meyer (Pädagoge)
Johannes Meyer (* 5. November 1854 in Badbergen; † 11. März 1940 in Marburg) war ein Lehrerseminarleiter, Pädagoge und Schulleiter.

## Familie
Johannes Meyer wurde in Groß-Mimmelage im Kirchspiel Badbergen geboren als Sohn des Lehrers Gerhard Heinrich Meyer (* 1826) und seiner Ehefrau Maria Wilhelmine Clara Landwehr (* 1828). Er heiratete am 3. Januar 1882 in Bad Essen Magdalene Hermine Caroline Prinzhorn (* 16. Mai 1857; † 1942 in Frankfurt/Main), Tochter des Lehrers Adolph Friedrich Prinzhorn (* 1819). Ihr Sohn war der Pfarrer und Abgeordnete im Provinziallandtag von Hessen-Nassau Erich Meyer (1884–1955).

## Leben
Meyers schulische Laufbahn begann als Präparand der 3. Lehrerstelle in Bad Essen (1869–1872). Danach besuchte er von 1872 bis 1875 das Osnabrücker Lehrerseminar unter Heinrich Schüren. Anschließend war er zuerst an der Taubstummenlehranstalt angestellt, ehe er nach dem Tod seiner Vaters dessen Nachfolger in Wimmer (Kreis Wittlage) wurde (1876–1879). Von 1880 bis 1894 war er Lehrer in Osnabrück.  Im Jahr 1894 wurde Meyer als Direktor an die Städtische Bürgerschule für Mädchen mit Lehrerinnen-Bildungsanstalt zu Crefeld berufen. Damit war er zugleich Direktor der dortigen Seminar- und Präparandinnenanstalt. Er übte die beiden Ämter bis 1920 aus. Meyer entfaltete eine rege schriftstellerische Tätigkeit über pädagogische Themen, den Religions-, Deutsch-, Geographie- und Geschichtsunterricht und arbeitete, auch als Herausgeber, an pädagogischen Fachzeitschriften mit. Seine Schulbücher erreichten Anfang des 20. Jahrhunderts teilweise hohe Auflagen.

## Schriften (Auswahl)
- Die Provinz Hannover in Geschichts-, Kultur- und Landschaftsbildern. Carl Meyer, Hannover 1888.
- Die Abweichung der neuen von der alten Rechtschreibung nebst Übungsaufgaben, Diktaten und einem Wörterverzeichnis. Für den Schul- und Selbstunterricht. Hannover 1902. (1910 erschien schon die 28. Aufl.)[3]
- Deutsche Literaturkunde für den Schulgebrauch. Union, Berlin 1920, 7. verb. Aufl.
- Sprachbuch für die Grundschulen in Stadt und Land. C. Meyer, Hannover 1922.
- Kleines Sprachbuch. Sprachlehre, Wortkunde u. Rechtschreibg. Für d. Volksschulen in Stadt und Land, Heft 2 und Heft 4. C. Meyer, Hannover 1926.

Zeitschriften (Herausgeber)
- Pädagogisches Jahrbuch. Rundschau auf dem Gebiete des Volksschulwesens. Behrend, Gotha 1884–1887.
- Pädagogisches Jahrbuch. Rundschau auf dem Gebiete des Volksschulwesens. Gerdes & Hödel, Berlin 1904–1908.
- Pädagogische Zeit- und Streitfragen. Flugschrift zur Kenntnis der pädagog. Bestrebungen der Gegenwart. Ab  1887.
- Neue Bahnen. Zeitschrift der Reichsfachschaft IV (Volksschule) im NSLB Leipzig. Dürr, Leipzig 1890–1938.